# Carlos Ascanio
Carlos Ascanio (Santa Lucía, Miranda, 4 de noviembre de 1915 - Caracas, Distrito Federal, Venezuela, 27 de febrero de 1998) fue un jugador de béisbol de los New York Black Yankees de las ligas negras. Jugó en la primera base y fue apodado "El Terremoto" por su habilidad para conectar imparables hacia cualquier parte del terreno.

## Carrera

### Ligas Negras
Ascanio fue el único venezolano que jugó en las ligas negras, a las que se unió después de conocer a un lanzador en Cuba, quien lo ayudó a conseguir un lugar. Fue ofertado el 7 de marzo de 1946 por los New York Black Yankees para jugar en las Ligas Negras. Dos meses más tarde, viajaría a Nueva York, para integrarse al club que contaba con Rufus Baker, Rudy Fernández y Robert Giffitt, entre otros. Los Black Yankees le pagaban 100 dólares mensuales por cubrir la primera base.
Ascanio jugó unos 3 meses en Estados Unidos. Participó en 18 partidos, cubriendo exclusivamente la primera base, posición que alternaba con el bateador derecho, Bud Barbee. Tuvo 62 turnos al bate en los cuales conectó 10 imparables, anotó 3 carreras, remolcó 6, recibió 6 bases por bolas y se robó una base. En la defensa dejó un porcentaje de fildeo de .988, en 134,1 innings en los cuales puso out a 155 corredores, dio 10 asistencias y cometió 2 errores.

### Liga venezolana
Retorna a Venezuela, con 31 años de edad para jugar con los Sabios de Vargas que le ofrecieron un contrato por 400 dólares mensuales. Ascanio jugó en primera base durante 15 temporadas en la Liga Venezolana de Béisbol Profesional; 7 con Sabios de Vargas (luego Industriales de Valencia), 1 con Cervecería Caracas, 7 con Patriotas de Venezuela y la última con Licoreros de Pampero. Además, fue parte de los equipos Centauros de Maracaibo, y Gavilanes de Maracaibo, de la Liga Occidental De Béisbol Profesional.
Logró dos titularse campeón en dos campañas, en la 1946-1947 con los Sabios y en la 1957-1958  con los Industriales de Valencia.
Tuvo acción en 434 partidos de temporada regular, en los cuales tomó 1422 turnos. Conectó 394 imparables, 37 dobles, 8 triples y un solo jonrón, dejando un promedio de bateo de .277. Además, anotó 167 carreras, empujó 127 y se robó 13 bases. En postemporada, tomó 17 turnos, dio 5 hits, con un promedio de .294.

### Retiro
Después de retirarse en 1961, pasó varios años trabajando en una tienda de artículos deportivos en la parroquia Santa Rosalía, en Caracas, Venezuela.  Cuando los precios del petróleo comenzaron a caer rápidamente en la década de 1980, el exjugador de béisbol se vio obligado a cerrar su negocio. Posteriormente, fue abandonado por su hijo en un geriátrico, en la parroquia Caricuao, en Caracas. El hijo les arrebató la casa, a él y a su esposa.
El 9 de febrero de 1998, Ascanio fue encontrado "indigente y hambriento" en una acera del centro de Caracas, donde había estado viviendo con su esposa en una pensión en ruinas. Las dos personas que lo habían encontrado transportaron de inmediato a Ascanio a la sala de emergencias más cercana, donde se le diagnosticó una anemia severa causada por años de desnutrición. Apenas tres semanas después, el 27 de febrero, murió por insuficiencia respiratoria.

## Homenaje
- El 30 de noviembre de 2019 fue exaltado al Salón de la Fama del Béisbol Venezolano.[10]
- Desde 2020 su nombre forma par Grandes Ligas venezolanos, luego de que el comisionado de MLB, Rob Manfred, anunció que las Ligas Negras pasaron ese año a considerarse parte de las Grandes Ligas.[3]